# Góry Północnobajkalskie
Góry Północnobajkalskie (Wyżyna Północnobajkalska, ros. Северо-Байкальское нагорье) – góry w azjatyckiej części Rosji, w Buriacji i obwodzie irkuckim.
Góry Północnobajkalskie leżą na północ od jeziora Bajkał; na północnym zachodzie opadają ku dolinie Leny; na północnym wschodzie oddzielone doliną Witimu od Wyżyny Patomskiej; na wschodzie ograniczone Górami Górnoangarskimi (pasmo Gór Stanowych). Składają się z licznych pasm (najwyższym jest Synnyr ze szczytem Iniaptuk, 2578 m n.p.m.) rozdzielonych wąskimi dolinami tektonicznymi. Sfałdowane podczas orogenezy bajkalskiej. Zbudowane ze skał prekambryjskich i paleozoicznych. W niższych partiach tajga modrzewiowa, w wyższych rzadsze lasy i tundra górska. Występują bogate złoża miki.
Główna miejscowość: Mama.